# Атомная энергия (журнал)
«А́томная эне́ргия» — советский и российский ежемесячный теоретический и научно-технический журнал, в котором освещаются вопросы российской атомной энергетики.
Он включен в список ВАК и в международные базы цитирования.

## История
Журнал выходит с мая 1956 года, его тираж в 1970 году составлял (1970) 2 730 экз.
В советское время журнал являлся органом Государственного комитета по использованию атомной энергии СССР и АН СССР и с 1956 года выпускался издательством «Атомиздат».
По состоянию на 2013 год учредителями журнала являются Государственная корпорация «Росатом», РАН и Ядерное общество России
В журнале публикуются известные учёные, такие как В. Г. Бондур Г. И. Будкер, С. С. Васильев, Б. Г. Ершов, Н. М. Жаворонков, И. Ф. Жежерун, С. П. Капица, И. Б. Кеирим-Маркус, С. Т. Конобеевский, Л. В. Майоров, Г. И. Марчук, В. И. Рачков, Ф. Г. Решетников, В. М. Струтинский, Г. И. Тошинский.
В 1970 году в журнале впервые была опубликована информация об открытии хассия, признанном позже недостаточно хорошо обоснованным.
Журнал в ноябре 1986 года одним из первых опубликовал доклад правительственной комиссии об аварии на Чернобыльской АЭС и её последствиях для МАГАТЭ.

## Редакция
В редакционную коллегию журнала в разные годы приглашались такие известные учёные, как А. А. Абагян, А. В. Зродников, О. Д. Казачковский (зам главного редактора), Н. А. Доллежаль, А. С. Никифоров, В. А. Сидоренко, М. Ф. Троянов, Б. Ю Шарков. Первым главным редактором издания стал И. И. Новиков, в 1961-1973 годы журнал возглавлял М. Д. Миллионщиков, в 1977-1988 годы О. Д. Казачковский, с 1989 года главным редактором является Н. Н. Пономарёв-Степной.